# Lachnophyllsäure
Lachnophyllsäure ist eine ungesättigte, konjugierte Fettsäure, die neben einer Doppel- auch zwei Dreifachbindungen aufweist. Sie zählt zu den Eninen und den Diinen sowie den Alkin- und Alkensäuren.

## Vorkommen

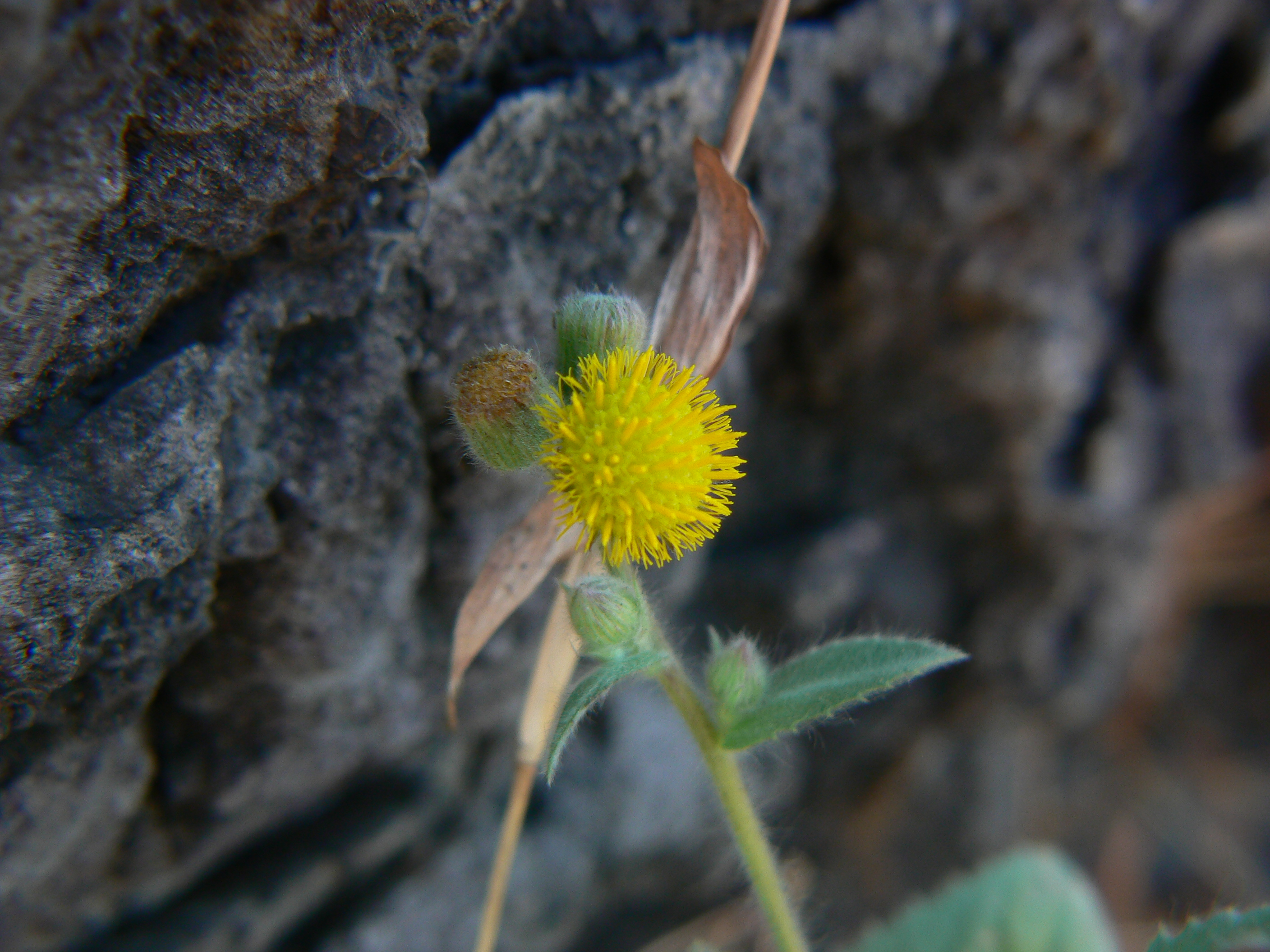
Das ätherische Öl von Blumea lacera enthält Lachnophyllsäure

Neben dem Methylester ist freie Lachnophyllsäure zu 17 % im ätherischen Öl von Blumea lacera (Familie der Korbblütler) enthalten.
Lachnophyllester, der Methylester der Lachnophyllsäure, kommt in diversen Pflanzen vor, unter anderem in den Berufkräutern (Gattungen Conyza und Erigeron). Ein Terpenoidester der Lachnophyllsäure kommt in Mikania vitifolia vor.

## Synthese
Die Synthese ist ausgehend von (Z)-Pent-2-en-4-in-1-ol möglich. Dieses wird zunächst durch oxidative Kreuzkupplung mit 1-Pentin zu Lachnophyllalkohol umgesetzt. Dieser kann durch zweistufige Oxidation mit Mangandioxid und Chromschwefelsäure zur (Z)-Lachnophyllsäure umgesetzt werden.

## Reaktionen
In wässrigen Medien kann sich die Lachnophyllsäure zu einem γ-Lacton mit einer exocyclischen Doppelbindung umlagern.